# Damernas truppmångkamp i rytmisk gymnastik vid olympiska sommarspelen 2004
Damernas truppmångkamp i rytmisk gymnastik vid olympiska sommarspelen 2004 avgjordes den 26-28 augusti i Galatsi Olympic Hall.

## Medaljörer
| Gren           | Guld | Silver                                                                                                  | Brons |
| Damernas trupp | Ryssland Olesya Belugina Olga Glatskich Tatiana Kurbakova Natalia Lavrova Jelena Posevina Elena Murzina | Italien Elisa Blanchi Fabrizia D'Ottavio Marinella Falca Daniela Masseroni Elisa Santoni Laura Vernizzi | Bulgarien Zjaneta Ilieva Eleonora Kezjova Zornitsa Marinova Kristina Ranguelova Galina Tantjeva Vladislava Tantjeva |

## Resultat
Tio lag bestående av sex gymnaster i varje deltog i kvalet den 26 augusti.
De åtta främsta gick vidare till finalen den 28 augusti.

### Kval
| Placering | Lag       | Band (5)       | Band (5)         | Band (5)  | Band (5) | Tunnband (3) & bollar (2) | Tunnband (3) & bollar (2) | Tunnband (3) & bollar (2) | Tunnband (3) & bollar (2) | Totalt | Totalt |
| Placering | Lag       | Tekniskt värde | Artistiskt värde | Utförande | Poäng    | Tekniskt värde            | Artistiskt värde          | Utförande                 | Poäng                     | Totalt | Totalt |
| --------- | --------- | -------------- | ---------------- | --------- | -------- | ------------------------- | ------------------------- | ------------------------- | ------------------------- | ------ | ------ |
| 1         | Ryssland  | 8.200          | 9.100            | 7.500     | 24.700   | 8.000                     | 9.100                     | 8.075                     | 25.175                    | 49.875 | Q      |
| 2         | Italien   | 7.300          | 8.400            | 7.250     | 22.850   | 7.900                     | 9.200                     | 8.225                     | 25.325                    | 48.175 | Q      |
| 3         | Bulgarien | 7.600          | 7.500            | 7.200     | 22.300   | 7.800                     | 9.000                     | 7.800                     | 24.600                    | 46.900 | Q      |
| 4         | Grekland  | 7.700          | 8.300            | 6.800     | 22.700   | 7.400                     | 8.800                     | 7.500                     | 23.700                    | 46.400 | Q      |
| 5         | Kina      | 7.400          | 8.200            | 7.000     | 22.300   | 7.200                     | 8.600                     | 8.000                     | 23.800                    | 46.100 | Q      |
| 6         | Belarus   | 7.400          | 8.600            | 7.200     | 23.200   | 7.200                     | 8.400                     | 6.900                     | 22.500                    | 45.700 | Q      |
| 7         | Brasilien | 7.000          | 8.200            | 6.250     | 21.450   | 7.000                     | 8.800                     | 7.700                     | 23.500                    | 44.950 | Q      |
| 8         | Spanien   | 7.000          | 7.400            | 6.800     | 21.200   | 7.100                     | 8.400                     | 7.900                     | 23.400                    | 44.600 | Q      |
| 9         | Ukraina   | 6.300          | 7.300            | 5.750     | 19.350   | 7.100                     | 8.900                     | 6.800                     | 22.800                    | 42.150 |        |
| 10        | Polen     | 6.300          | 7.900            | 6.625     | 20.725   | 6.200                     | 8.100                     | 6.950                     | 21.050                    | 41.775 |        |

### Final
| Placering | Lag       | Band (5)       | Band (5)         | Band (5)  | Band (5) | Tunnband (3) & bollar (2) | Tunnband (3) & bollar (2) | Tunnband (3) & bollar (2) | Tunnband (3) & bollar (2) | Totalt |
| Placering | Lag       | Tekniskt värde | Artistiskt värde | Utförande | Poäng    | Tekniskt värde            | Artistiskt värde          | Utförande                 | Poäng                     | Totalt |
| --------- | --------- | -------------- | ---------------- | --------- | -------- | ------------------------- | ------------------------- | ------------------------- | ------------------------- | ------ |
|           | Ryssland  | 8.100          | 9.200            | 8.000     | 25.300   | 8.200                     | 9.300                     | 8.300                     | 25.800                    | 51.100 |
|           | Italien   | 7.600          | 8.650            | 7.900     | 24.150   | 7.700                     | 9.300                     | 8.300                     | 25.300                    | 49.450 |
|           | Bulgarien | 7.600          | 8.700            | 7.100     | 23.400   | 7.700                     | 9.300                     | 8.200                     | 25.200                    | 48.600 |
| 4         | Belarus   | 7.400          | 8.900            | 7.300     | 23.500   | 7.700                     | 8.800                     | 8.000                     | 24.500                    | 48.000 |
| 5         | Grekland  | 7.600          | 8.400            | 6.600     | 22.600   | 7.700                     | 8.400                     | 7.825                     | 23.925                    | 46.525 |
| 6         | Kina      | 7.400          | 8.400            | 7.500     | 23.100   | 7.200                     | 8.400                     | 7.800                     | 23.400                    | 46.500 |
| 7         | Spanien   | 7.000          | 8.400            | 7.000     | 22.400   | 6.800                     | 8.500                     | 7.700                     | 22.950                    | 45.350 |
| 8         | Brasilien | 7.200          | 8.400            | 6.400     | 21.900   | 7.000                     | 8.700                     | 7.000                     | 22.500                    | 44.400 |